# Kênh truyền hình
Một kênh truyền hình là một kênh vật lý hay một kênh ảo mà trong đó nó được phát hành bởi một đài truyền hình hoặc một mạng lưới phân phối kênh truyền hình. Ví dụ ở Bắc Mỹ “Channel 2” được đề cập đến là một nhóm phát sóng hoặc là một nhóm băng tần thuộc từ 54 tới 60 MHz. với tần số sóng thuộc 55,25 MHz cho video có định dạng NTSC analog (VBS) và 59.75 MHz cho âm thanh analog (FM) hoặc 55,31 MHz cho kỹ thuật số ATSC (8VSB). Các kênh có thể được chia sẻ bởi nhiều đài truyền hình khác nhau hoặc các kênh truyền hình cab phân phối tùy thuộc vào vị trí và dịch vụ cung cấp.
Tùy thuộc vào kế hoạch phát sóng của từng quốc gia cho một khu vực nhất định, các kênh truyền hình analog thường nằm trong các băng thông 6, 7 hoặc 8 MHz, và cũng do đó tần số phát sóng của các kênh truyền hình cũng khác nhau. Việc đánh số kênh cũng khác nhau. Các kênh truyền hình kỹ thuật số cũng đánh số giống nhau vì lý do thừa kế, tuy nhiên thông qua việc sáp nhập các kênh, mỗi tần số vô tuyến vật lý (RF) có thể truyền dẫn nhiều kênh con khác nhau. Trên các vệ tinh mỗi transponder thường mang mỗi kênh khác nhau, tuy nhiên là nhỏ, các kênh truyền hình độc lập có thể được sử dụng trên mỗi transponder, với một số mất mát của băng thông do nhu cầu bảo vệ thông tin giữa việc truyền tải trong không gian. ISDB, được sử dụng ở Nhật Bản và Brazil cũng có một chế độ phân chia tương tự.
Kênh độc lập trên tần số phát sóng kênh được thực hiện bằng cách bỏ qua ít nhất một kênh giữa phân bổ tần số hai trạm tương tự (có thể có những khoảng trống giữa các kênh, nơi mà những con số tuần tự, nhưng tần số không liền kề nhau chẳng hạn như bỏ qua tần số VHF từ thấp đến cao và nhảy tới tần số UHF). Trên truyền hình cáp, có thể sử dụng các kênh lân cận chỉ vì tất cả các kênh ở cùng một nguồn phát. Một thứ có thể được thực hiện qua một tần số phát sóng nếu hai trạm cùng truyền đi ở một nguồn phát và có cùng chiều cao phát sóng từ một vị trí. Đối với truyền hình kỹ thuật số, chọn lọc là điều tốt hơn, do đó các kênh lân cận (hoặc là analog hay đài kỹ thuật số) có thể được sử dụng ngay cả trong cùng khu vực. 

## Các nghĩa khác
Thông thường thuật ngữ “kênh truyền hình” được sử dụng để tham khảo hoặc là một đài truyền hình mặt đất hoặc là một đài truyền hình cáp/ vệ tinh của nó (cả hai được nêu dưới đây). Đôi khi, đặc biệt là bên ngoài nước Mỹ trong bối cảnh của truyền hình cáp/ Vệ tinh được sử dụng thay vì mạng truyền hình mà nếu không (sử dụng kỹ thuật ở trên) mô tả một nhóm các đài truyền hinh về mặt địa lý phân phối mà chia sẻ liên kết/ quyền sở hữu và một số hoặc tất cả các chương trình của họ với nhau.
Thuật ngữ này có thể bị mai một phần nào tại các nước khác, ví dụ như châu Âu, nơi các kênh truyền hình trên mặt đất thường được ánh xạ từ các kênh vật lý đến vị trí phổ biến (tức BBC One không được phát sóng trên bất kỳ kênh nào đặc biệt là “kênh 1” nhưng dù có ánh xạ tới các số “1” đầu vào của hầu hết các bộ kênh truyền hình ở Anh), trên nền tảng kỹ thuật số, chẳng hạn (địa điểm) các kênh thường tùy ý thay đổi, do các kênh đó là ảo.

### Đài truyền hình
Một đài truyền hình là một trạm phát sóng chương trình phát sóng mà cả âm thanh và video đẻ thu truyền hình trong một khu vực cụ thể. Theo truyền thống các đài truyền hình thực hiện chương trình phát sóng của mình bằng cách gửi tín hiệu radio đặc biệt được mã hóa và truyền đi trong không gian, gọi là truyền hình mặt đất. đài truyền hình cá nhân thường được cấp phép bởi cơ quan chính phủ sử dụng một phần đặc biệt của vô tuyến (một kênh) mà qua đó họ gửi tín hiệu của họ. một số trạm phát sóng sử dụng dịch vụ LPTV để truyền lại cho các khu vực xa hơn.
Nhiều đài truyền hình bây giờ đang trong quá trình chuyển đổi từ analog phát sóng (NTFS, PAL hoặc SECAM) sang phát sóng truyền hình số (phát sóng ATSC, DVB hoặc ISDB).

### Kênh truyền hình không quảng bá
Bởi vì một số khu vực đã gặp khó khăn khi chọn cách phát sóng trực tiếp tín hiệu (đặc biệt là ở khu vực miền núi), các biện pháp như phát sóng truyền hinh vệ tinh trực tiếp tới tận hộ gia đình và truyền hình cáp đã được áp dụng. kênh truyền hình đặc biệt này được xây dựng để chạy trên cáp hoặc vệ tinh và làm mờ đi ranh giới giữa đài truyền hình và mạng lưới truyền hình. Thực tế đó đã khiến cho một số kênh truyền hình cáp sớm được gọi là superstations.
Truyền hình vệ tinh và truyền hình cáp đã tạo ra những thay đổi nhất định. Đài truyền hình chương trình địa phương trong một khu vực có thể đăng ký hoặc thậm chí được yêu cầu phải được thực hiện trên truyền hình cáp, nhưng các nhà cung cấp nội không thể cung cấp các nội dung như TLC. Họ không được cấp phép để chạy thiết bị phát sóng giống như một trạm, và họ không thường xuyên cung cấp nội dung cho các đài truyền hình được cấp phép hoặc. Hơn nữa, một nhà phân phối như TNT có thể bắt đầu sản xuất các chương trình riêng của mình, và chương trình độc quyền trên truyền hình cáp / vệ tinh của một nhà phân phối có thể được cung cấp thông tin để phát sóng ở các đài. Chi phí của việc tạo ra một kênh phát sóng trên toàn quốc đã giảm và đã có một sự gia tăng lớn về số lượng của các kênh như vậy, với hầu hết phục vụ cho một nhóm nhỏ.
Từ các định nghĩa trên, việc sử dụng các thuật ngữ "mạng lưới" hay "trạm phát sóng" trong tài liệu tham khảo cho các kênh truyền hình cáp / vệ tinh trên toàn quốc về mặt kỹ thuật không chính xác. Tuy nhiên, đây là một tùy ý, phân biệt vụn vặt, và thay đổi từ công ty. Thật vậy, thuật ngữ "mạng lưới truyền hình cáp" đã bước vào sử dụng phổ biến tại Hoa Kỳ trong tài liệu tham khảo cho các kênh. Thậm chí còn có một số khoảng cách giữa các kênh truyền hình cáp / vệ tinh "quốc gia" ở Mỹ, có thể là chương trình (ví dụ, các nhóm Fox Sports của kênh thể thao khu vực, trong đó chia sẻ một số chương trình), hoặc quảng cáo chỉ đơn giản là vùng được chèn vào bởi các công ty cáp địa phương.
Nên một sự phân biệt quy phạm pháp luật là cần thiết giữa một (địa điểm) kênh như được định nghĩa ở trên và một kênh truyền hình trong định nghĩa này, các thuật ngữ "dịch vụ chương trình" (ví dụ: [1]) hoặc "chương trình cam kết" (ví dụ, [2]) có thể sử dụng thay cho định nghĩa sau.
Một người xem bằng cáp hoặc vệ tinh có thể không biết những công ty nào chịu trách nhiệm cho một chương trình nhất định, đặc biệt là nếu nó được cung cấp thông tin, vì vậy những gì dường như là một đài truyền hình hoặc một mạng lưới truyền hình có thể là không phải cả hai.